# Comuna Hrabiv, Rojneativ
Hrabiv (în ucraineană Грабів) este o comună în raionul Rojneativ, regiunea Ivano-Frankivsk, Ucraina, formată din satele Hrabiv (reședința) și Krîva.

## Demografie
Componența lingvistică a comunei Hrabiv
     Ucraineană (99,45%)
     Alte limbi (0,39%)
Conform recensământului din 2001, majoritatea populației comunei Hrabiv era vorbitoare de ucraineană (99,45%), existând în minoritate și vorbitori de alte limbi.